# Natura 2000-område nr. 30 Lovns Bredning, Hjarbæk Fjord og Skals Ådal
Natura 2000-område nr. 30 Lovns Bredning, Hjarbæk Fjord og Skals Ådal er en naturplan under det fælleseuropæiske Natura 2000-projekt. Planområdet er EU-habitatområde, og en stor del også Fuglebeskyttelsesområde (nr. F14 Lovns bredning og F24 Hjarbæk Fjord); naturplanområdet har et samlet areal på i alt ca. 25.513 hektar, hvoraf vandområdet i Limfjorden, Lovns Bredning og Hjarbæk Fjord omfatter heraf 9329 ha; 556 ha er statsejede arealer.

## Området
Natura 2000-området består Hjarbæk Fjord, Lovns Bredning og Lovns halvøen i vest, områder langs de fire store vandløb Lerkenfeld Å, Simested Å, Skals Å og Nørreå til de store mosearealer ved Øster Bjerregrav og Fussing Sø – og Glenstrup Søer mod øst. Vest for Hjarbæk Fjord, i den vestlige del af området ligger Ørslevkloster Sø som også er en del af planområdet. Syd for Hammershøj binder den lille Vejlebæk området sammen med Ø Bakker og Nørreådalen, der også er en del af område nr. 30, mod vest over til Rindsholm.
Skalsådalen er en af landets bredeste ådale og er nederst ved Hjarbæk Fjord ret præget af landbrugsdrift. Længere oppe i ådalen er der mange gamle tørvegravningsarealer, herunder et stort og vildtvoksende område Bjerregrav Mose. Området blev tidligere udnyttet til engdrift og græsning, men er i dag hovedsagligt uden drift og ved at gro til med især pil. Fra nord løber Skravad Bæk løber til Skals Å, og i en række andre af Skalsådalens sidedale ligger de større søer, Rødsø, Hærup Sø og Klejtrup Sø, og der er tilløb fra Glenstrup Sø og Tjele Langsø (ligger i Natura 2000-område nr. 33 Tjele Langsø og Vinge Møllebæk).

### Naturfredninger
- På Lovns halvøen er et areal på ca. 475 ha, fredet som en rekreativ, landskabs- og udsigtsfredning [3].

- 938 hektar blev i 1978 fredet omkring Lerkenfeld Å for at bevare og beskytte ådalens geologiske, landskabelige og kulturhistoriske værdier [4]

- Simested Å er fredet på en strækning mellem Sdr. Borup og Ålestrup [5]. Borup Hede udgør det største samlede areal med tør hede (51 ha) i habitatområdet.

- Ved Hærup Sø er 370 ha omkring søen fredet i 1970 [6].
- I Ø Bakker blev et cirka 285 hektar stort område fredet i 1975 [7]

## Udpegningsgrundlag for Fuglebeskyttelsesområderne

### Fuglebeskyttelsesområde nr. 14 – Lovns Bredning
Trækfugle:
- Sangsvane
- Hvinand

### Udpegningsgrundlag for Fuglebeskyttelsesområde nr. 24 – Hjarbæk Fjord
Ynglefugle:
- Rørdrum
- Engsnarre
- Plettet rørvagtel

Trækfugle:
- Sangsvane
- Taffeland
- Troldand
- Hvinand
- Fiskeørn
- Blishøne

Natura 2000-planen er vedtaget i 2011, hvorefter kommunalbestyrelserne
og Naturstyrelsen udarbejdede bindende handleplaner for
gennemførelsen af planen. Planen videreføres og videreudvikles i senere planperioder. 
Natura 2000-planen er koordineret med vandplan 1.2 Limfjorden og 1.5 Randers Fjord.